# سلطة الطيران المدني العراقي
سلطة الطيران المدني العراقي (ICAA) هي الجهة الحكومية المسؤولة عن تنظيم ومراقبة قطاع الطيران المدني وتطبيق معايير السلامة في العراق. كما أنها مسؤولة عن تنظيم الطيران المدني في البلاد وإعداد وإصدار اللوائح والقواعد التي تضمن الامتثال لأحكام اتفاقية شيكاغو وملاحقها وتعديلاتها، والامتثال لمعايير وتوصيات منظمة الطيران المدني الدولي (الإيكاو). وهي السلطة الوحيدة للطيران المدني وتعمل وفقًا لقانون الطيران المدني رقم (148) لسنة 1974 وتعديلاته.
تشمل واجبات السلطة الإشراف على خدمات الملاحة الجوية والمطارات والمدرجات ومراقبتها، وإصدار القواعد والأدلة المتعلقة بتشغيل الأنظمة الموحدة المناسبة للنقل الجوي والأمن والسلامة والملاحة وجميع الخدمات التشغيلية للمطارات والمرافق المتعلقة بالطيران المدني.
ومن مسؤولية الهيئة تطوير وتنفيذ وتحديث نظام مراقبة السلامة لجميع جوانب الطيران المدني وفقًا للمتطلبات الوطنية والمعايير الدولية لمنظمة الطيران المدني الدولي.

## الميرانية والإيرادات
تشرف سلطة الطيران المدني في العراق على جميع أعمال الطيران المدني وأعمال الهيئات والأجهزة العاملة في المطارات ذات العلاقة وسير العمل فيها أيا كانت الجهة التي يرتبطون بها.
خصص لهذه السلطة ميزانيات بلغ مجموع التشغيلية والاستثمارية في 2019، 161 مليارا و410 ملايين دينار، وفي 2020 بلغت 196 مليارا و676 مليون دينار ، وفي 2021 فاقت الـ 123 مليار و505 ملايين دينار، أما عام 2023 فكانت ميزانيتها 324 مليارا و138 مليون دينار وهو ذات الرقم لميزانية 2024 و2025 وفق الميزانية الثلاثية لسنوات 2023 و2024 و2025.
أما الإيرادات فوصلت إلى أكثر من 130 مليار دينار في 2019 و134 مليار دينار  في 2018 رغم انخفاضها عام 2014 إلى 87 مليار دينار بسبب احتلال "داعش" لثلث مساحة العراق بذات العام، أثرت حرب التنظيم المتطرف على إيرادات سلطة الطيران وانخفض مرة أخرى في 2015 لتصل إلى 56 مليار و720 مليون دينار ثم ارتفعت بنسبة ضئيلة عام 2016؛ إذ بلغت 63 مليار دينار ثم 69 مليار دينار في 2017، وتحدد سلطة الطيران، 450 دولار رسومًا على الطائرات العابرة لأجواءه والتي تبلغ 600 طائرة يوميًا، فتكون وارداته اليومية من 270 ألف دولار، و8 ملايين دولار شهريًا وأكثر من 97 مليون دولار سنويًا.
ومن الملفت خلال السنوات الماضية فإن تغيير رئيس سلطة الطيران ارتبط بتغير رئيس الوزراء العراقي، فخلال فترة تسليم عبد المهدي مهامه لرئيس الوزراء الجديد، مصطفى الكاظمي، عين رئيس مكتبه، عبد الخالق سعد غني، دريد يحيى غانم رئيسا للسلطة الطيران المدني، وعقب شهر واحد من تسلم الكاظمي رئاسة الوزراء، أقيل دريد يحيى من منصبه، وعين نائل سعد عبد الهادي بتاريخ 25 حزيران/يونيو 2020، وما إن تسلم رئيس الوزراء الحالي محمد شياع السوداني منصبه في 27 تشرين الأول/أكتوبر  2022 حتى أقال عبد الهادي، وعين عمار عبدالرزاق عبد علي الأسدي في  19 تشرين الثاني/نوفمبر 2022.

## وصلات خارجية
- سلطة تنظيم الطيران المدني العراقي